# Gmina Cerknica
Gmina Cerknica (słoweń.: Občina Cerknica) – gmina w Słowenii. W 2018 roku liczyła 11 491 mieszkańców.

## Miejscowości
Miejscowości wchodzące w skład gminy Cerknica:

- Beč
- Bečaje
- Begunje pri Cerknici
- Bezuljak
- Bločice
- Bloška Polica
- Brezje
- Cajnarje
- Cerknica (niem.: Zirknitz, wł.: Circonio) – siedziba gminy
- Čohovo
- Dobec
- Dolenja vas
- Dolenje Jezero
- Dolenje Otave
- Gora
- Gorenje Jezero
- Gorenje Otave
- Goričice
- Grahovo
- Hribljane
- Hruškarje
- Ivanje selo
- Jeršiče
- Korošče
- Koščake
- Kožljek
- Kranjče
- Kremenca
- Krušče
- Kržišče
- Laze pri Gorenjem Jezeru
- Lešnjake
- Lipsenj
- Mahneti
- Martinjak
- Milava
- Osredek
- Otok
- Otonica
- Pikovnik
- Pirmane
- Podskrajnik
- Podslivnica
- Ponikve
- Rakek
- Rakov Škocjan
- Ravne
- Reparje
- Rudolfovo
- Ščurkovo
- Selšček
- Slivice
- Slugovo
- Stražišče
- Sveti Vid
- Štrukljeva vas
- Tavžlje
- Topol pri Begunjah
- Unec
- Zahrib
- Zala
- Zelše
- Zibovnik
- Žerovnica
- Župeno